# Shūji to Akira
Shūji to Akira (修二と彰, Shuji và Akira), là một nhóm nhạc tạm thời của Nhật Bản, gồm hai thành viên nam là Kamenashi Kazuya của nhóm KAT-TUN và Yamashita Tomohisa của nhóm NEWS (nay Tomohisa đã tách khỏi nhóm NEWS). Nhóm nhạc tạm thời này được lập ra để trình diễn cho bài hát chính của bộ phim truyền hình Nobuta wo Produce. Hai thành viên của nhóm cũng đồng thời là hai trong ba diễn viên chính của phim. Cái tên của nhóm được đặt dựa theo tên của họ trong phim: Kazuya đóng vai Shuji và Tomohisa đóng vai Akira.
Bài hát duy nhất của nhóm, cũng là bài hát chính của Nobuta wo Produce, Senshun Amigo đã trở thành đĩa đơn đứng đầu trên bảng xếp hạng Oricon năm 2005.

## Bài hát "Seishun Amigo"
Đĩa đơn Seishun Amigo được phát hành vào ngày 2 tháng 11 năm 2005. Nó ngay lập tức leo lên vị trí số 1 trên bảng xếp hạng Oricon. Đĩa đơn này kết thúc năm 2005 với vị trí quán quân trong bảng xếp hạng đĩa đơn của Oricon và kết thúc năm 2006 với vị trí thứ 3.